# Thiodina nicoleti
Thiodina nicoleti là một loài nhện trong họ Salticidae.
Loài này thuộc chi Thiodina. Thiodina nicoleti được Carl Friedrich Roewer miêu tả năm 1951.